# تیمیه‌نیتسا
تیمیه‌نیتسا (به لاتین: Tymienica) یک منطقهٔ مسکونی در لهستان است که در Gmina Ozorków واقع شده‌است.